# Србија на Европском првенству у атлетици у дворани
Србија је десет пута самостално учествовала на Европским првенствима у дворани. Први наступ Србије био је на Европском првенству 2007. у Бирмингему.
Европска првенства у атлетици у дворани одржавају се од 1970, а прво је одржано у Бечу. Европски комитет ИААФ од 1966 до 1969. организовао је 4 европска такмичења у атлетици под називом "Европске игре у дворани“. Једном од њих 1969. домаћин је био Београд. Та такмичења била су претеча Европских дворанских првенстава. Првенства се одржавају сваке две године.
Атлетичари Србије су учествовали на већини тих такмичења, као део неколико југословенских репрезентација од првог Европског првенства 1970. у Бечу, до 28-ог 2005. у Мадриду:
- СФР Југославија (1970–1990)
- СР Југославија (1994–2002)
- Србија и Црна Гора (2005)

Од када се такмичи самостално на Европским првенствима у дворани, Србија је на Европском првенству 2019. у Глазгову остварила свој најбољи пласман према освојеним медаљама, поделивши 8. место.

## Национални рекорди
На овим такмичењима постављено је шест националних рекорда:
Марина Мунћан, 1.500 м 4:12,35 мин 2007. и 4:12,23 2009.
Биљана Топић, троскок 14,37 м 2009.
Горан Нава. 1.500 м 3:41,60 мин 2009.
Михаил Дудаш, седмобој 6.099 бод. 2013.
Ивана Шпановић, скок удаљ 6,98 м 2015.
Ивана Шпановић, скок удаљ 7,24 м 2017.
Страхиња Јованчевић, скок удаљ 8,03 м 2019.

## Пласман Србије
После Европског првенства 2025. Србија на табели освајача медаља на Европским првенствима у дворани заузима 31. место у конкуренцији 48 земаља које су освајале медаље.
| Место | ЕП у дворани |   |   |   |    |
| 31    | Србија       | 4 | 2 | 4 | 10 |
| ----- | ------------ | - | - | - | -- |

Стање после ЕП 2025.

## Освајачи медаља на Европским првенствима у дворани
| Медаља | Име(на)             | ЕПе            | Дициплина    | Ж | М |
|        | Асмир Колашинац     | 2013. Гетеборг | бацање кугле | - | М |
|        | Ивана Шпановић      | 2015. Праг     | скок удаљ    | Ж | - |
|        | Ивана Шпановић      | 2017. Београд  | скок удаљ    | Ж | - |
|        | Ивана Шпановић      | 2019. Глазгов  | скок удаљ    | Ж | - |
|        | Асмир Колашинац     | 2015. Праг     | бацање кугле | - | М |
|        | Ангелина Топић      | 2025. Апелдорн | скок увис    | Ж | - |
|        | Михаил Дудаш        | 2013. Гетеборг | седмобој     | - | М |
|        | Страхиња Јованчевић | 2019. Глазгов  | скок удаљ    | - | М |
|        | Ивана Шпановић      | 2021. Истанбул | скок удаљ    | Ж | - |
|        | Елзан Бибић         | 2021. Истанбул | 3.000 метара | - | М |

Стање после ЕП 2025.

## Учешће и освојене медаље Србије на Европским првенствима у дворани
| Учешће и освојене медаље Србије на ЕП | Учешће и освојене медаље Србије на ЕП | Учешће и освојене медаље Србије на ЕП | Учешће и освојене медаље Србије на ЕП | Учешће и освојене медаље Србије на ЕП | Учешће и освојене медаље Србије на ЕП | Учешће и освојене медаље Србије на ЕП | Учешће и освојене медаље Србије на ЕП | Учешће и освојене медаље Србије на ЕП | Учешће и освојене медаље Србије на ЕП |                    |
| ЕП                                    | Учешће                                | Муш.                                  | Жене                                  | дисц.                                 |                                       |                                       |                                       |                                       | Пласман                               | Детаљи             |
| ------------------------------------- | ------------------------------------- | ------------------------------------- | ------------------------------------- | ------------------------------------- | ------------------------------------- | ------------------------------------- | ------------------------------------- | ------------------------------------- | ------------------------------------- | ------------------ |
| 2007. Бирмингем                       | 4                                     | 1                                     | 3                                     | 3                                     | 0                                     | 0                                     | 0                                     | 0                                     | -                                     | Резултати ЕП 2007. |
| 2009. Торино                          | 6                                     | 2                                     | 4                                     | 5                                     | 0                                     | 0                                     | 0                                     | 0                                     | -                                     | Резултати ЕП 2009. |
| 2011. Париз                           | 6                                     | 3                                     | 3                                     | 5                                     | 0                                     | 0                                     | 0                                     | 0                                     | -                                     | Резултати ЕП 2011. |
| 2013. Гетеборг                        | 4                                     | 3                                     | 1                                     | 4                                     | 1                                     | 0                                     | 1                                     | 2                                     | 12                                    | Резултати ЕП 2013. |
| 2015. Праг                            | 6                                     | 3                                     | 3                                     | 6                                     | 1                                     | 1                                     | 0                                     | 2                                     | 10                                    | Резултати ЕП 2015. |
| 2017. Београд                         | 12                                    | 7                                     | 5                                     | 11                                    | 1                                     | 0                                     | 0                                     | 1                                     | =11                                   | Резултати ЕП 2017. |
| 2019. Глазгов                         | 10                                    | 5                                     | 5                                     | 9                                     | 1                                     | 0                                     | 1                                     | 2                                     | =8                                    | Резултати ЕП 2019. |
| 2021. Торуњ                           | 8                                     | 5                                     | 3                                     | 8                                     | 0                                     | 0                                     | 0                                     | 0                                     | -                                     | Резултати ЕП 2021  |
| 2023. Истанбул                        | 12                                    | 7                                     | 5                                     | 9                                     | 0                                     | 0                                     | 2                                     | 2                                     | 20                                    | Резултати ЕП 2023  |
| 2025. Апелдорн                        | 9                                     | 5                                     | 4                                     | 9                                     | 0                                     | 1                                     | 0                                     | 1                                     | 22                                    | Резултати ЕП 2025  |
| 2027. Валенсија                       |                                       |                                       |                                       |                                       |                                       |                                       |                                       |                                       |                                       |                    |
| Укупно (10)                           | 77                                    | 41                                    | 36                                    |                                       | 4                                     | 2                                     | 4                                     | 10                                    |                                       |                    |

## Преглед учешћа спортиста Србије и освојених медаља по дисциплинама на ЕП у дворани
Стање после ЕП 2025.
| Дисциплина   | Период | Период   | Укупно | Мушки | Жене |   |   |   |    |
| Дисциплина   | Прво   | Последње | Укупно | Мушки | Жене |   |   |   |    |
| ------------ | ------ | -------- | ------ | ----- | ---- | - | - | - | -- |
| 60 м         | 2011   | 2025     | 3      | 1     | 2    | 0 | 0 | 0 | 0  |
| 400 м        | 2011   | 2025     | 5      | 3     | 2    | 0 | 0 | 0 | 0  |
| 1.500 м      | 2007   | 2019     | 3      | 1     | 2    | 0 | 0 | 0 | 0  |
| 3.000 м      | 2009   | 2025     | 4      | 2     | 2    | 0 | 0 | 1 | 1  |
| 60 м препоне | 2007   | 2025     | 5      | 2     | 3    | 0 | 0 | 0 | 0  |
| Скок увис    | 2009   | 2025     | 2      | 1     | 1    | 0 | 1 | 0 | 1  |
| Троскок      | 2009   | 2011     | 1      | 0     | 1    | 0 | 0 | 0 | 0  |
| Скок удаљ    | 2007   | 2025     | 5      | 3     | 2    | 3 | 0 | 2 | 5  |
| Бацање кугле | 2011.  | 2025     | 2      | 2     | 0    | 1 | 1 | 0 | 2  |
| Седмобој     | 2013.  | 2017     | 1      | 1     | 0    | 0 | 0 | 1 | 1  |
| Укупно (11)  |        |          | 31     | 16    | 15   | 4 | 2 | 4 | 10 |

Разлика у горње две табеле од 31 учесника (16 мушкарца и 15 жена) настала је у овој табели јер је сваки спортиста без обзира колико је пута учествовао на првенствима и у колико разних дисциплина на истом првенству, рачунат само једном.

## Статистика
- Најмлађи женски учесник: Милица Емини, 17 год, 4 месеци и 23 дана (2017)
- Најмлађи мушки учесник: Лука Бошковић, 18 год, и 243 дана (2025)
- Најстарији женски учесник: Биљана Топић, 33 год, 4 месеца и 19 дана (2011)
- Најстарији мушки учесник: Асмир Колашинац, 38 год,  и 138 дана (2023)
- Највише учешћа: 6 Асмир Колашинац (2011, 2013, 2015, 2017, 2019, 2023) и 5  Горан Нава (2009, 2011, 2013, 2015, 2017)
- Прва медаља: Асмир Колашинац - бацање кугле 2013.
- Прва златна медаља: Асмир Колашинац - бацање кугле 2013.
- Највише медаља: 4 Ивана Шпановић (3 златне и једна бронзана),  Асмир Колашинац (1 зл + 1 ср)
- Најбољи пласман Србије: подељено 8. место (2019)

## Преглед освојених медаља за репрезентацију Југославије атлетичара српских клубова

### Злато (5)
Владимир Милић, Црвена звезда, Београд — бацаљње кугле (1982)
Драган Здравковић, Црвена звезда, Београд — 3.000 м (1983)
Слободан Бранковић, Црвена звезда, Београд — 400 метара (1992)
Драгутин Топић, Црвена звезда, Београд — скок увис (1996)

### Сребро (3)
Ненад Стекић, Црвена звезда, Београд — скок удаљ (1980)
Драган Перић, Партизан, Београд - бацање кугле (1994)

### Бронза (6)
Јоже Међимурец, Партизан, Београд — 800 м (1970)
Иван Иванчић, Партизан, Београд — бацање кугле (1980)
Јован Лазаревић, Партизан, Београд — бацање кугле (1982)
Иван Иванчић, Партизан, Београд — бацање кугле (1983)
Драгутин Топић, Црвена звезда, Београд — скок увис (1992)
Драгутин Топић, Црвена звезда, Београд — скок увис (2000)